# Enganyapastors cridaner meridional
L'enganyapastors cridaner meridional (Antrostomus arizonae) és una espècie d'ocell de la família dels caprimúlgids (Caprimulgidae) que habita boscos de pins i roures des del sud de Califòrnia i de Nevada i centre d'Arizona i Nou Mèxic, cap al sud, fins Guatemala, El Salvador i Hondures. Va ser considerat coespecífic d'Antrostomus vociferus.